# Zdeněk Kolář
Zdenek Kolar (Nové Město na Moravě, 9 de octubre de 1996) es un tenista profesional de República Checa.

## Carrera
Su mejor ranking individual es el N.º 208 alcanzado el 27 de agosto de 2018, mientras que en dobles logró la posición 124 el 22 de febrero de 2021.
No ha logrado hasta el momento títulos de la categoría ATP si de la ATP Challenger Tour tiene 3 en individual y 21 en dobles.

## Títulos ATP Challenger

### Individuales (3)
| N.º | Fecha                    | Torneo                 | Superficie    | Oponente        | Resultado     |
| --- | ------------------------ | ---------------------- | ------------- | --------------- | ------------- |
| 1.  | 4 de abril de 2021       | Challenger de Oeiras   | Tierra batida | Gastão Elias    | 6-4, 7-5      |
| 2.  | 18 de julio de 2021      | Challenger de Iasi     | Tierra batida | Hugo Gaston     | 7-5, 4-6, 6-4 |
| 3.  | 19 de septiembre de 2021 | Challenger de Szczecin | Tierra batida | Kamil Majchrzak | 7-64, 7-5     |

### Finalista (1)
| N.º | Fecha             | Torneo                | Superficie    | Oponente           | Resultado     |
| --- | ----------------- | --------------------- | ------------- | ------------------ | ------------- |
| 1.  | 1 de mayo de 2016 | Challenger de Ostrava | Tierra batida | Constant Lestienne | 7-6, 1-6, 2-6 |

### Dobles (22)
| N.º | Fecha                    | Torneo                           | Superficie    | Pareja              | Oponentes                               | Resultado        |
| --- | ------------------------ | -------------------------------- | ------------- | ------------------- | --------------------------------------- | ---------------- |
| 1.  | 19 de mayo de 2017       | Challenger de Samarcanda         | Tierra batida | Laurynas Grigelis   | Prajnesh Gunneswaran Vishnu Vardhan     | 7-6(2), 6-3      |
| 2.  | 5 de agosto de 2017      | Challenger de Liberec            | Tierra batida | Laurynas Grigelis   | Tomasz Bednarek David Pel               | 6-3, 6-4         |
| 3.  | 19 de agosto de 2017     | Challenger de Cordenons          | Tierra batida | Roman Jebavý        | Matwé Middelkoop Igor Zelenay           | 6-2, 6-3         |
| 4.  | 5 de octubre de 2018     | Challenger de Almaty 2           | Tierra batida | Lukáš Rosol         | Evgeny Karlovskiy Timur Khabibulin      | 6-3, 6-1         |
| 5.  | 20 de enero de 2019      | Challenger de Koblenz            | Dura (i)      | Adam Pavlásek       | Jurgen Melzer Filip Polasek             | 6-3, 6-4         |
| 6.  | 23 de febrero de 2019    | Challenger de Bérgamo            | Dura (i)      | Laurynas Grigelis   | Tomislav Brkic Dustin Brown             | 7-5, 7-6         |
| 7.  | 22 de febrero de 2020    | Challenger de Bérgamo            | Dura (i)      | Julian Ocleppo      | Luca Margaroli Andrea Vavassori         | 6-4, 6-3         |
| 8.  | 11 de septiembre de 2020 | Challenger de Prostějov          | Tierra batida | Lukáš Rosol         | Divij Sharan N. Sriram Balaji           | 6-2, 2-6. [10-6] |
| 9.  | 5 de diciembre de 2020   | Challenger de Maia               | Tierra batida | Andrea Vavassori    | Lloyd Glasspool Harri Heliövaara        | 6-3, 6-4         |
| 10. | 13 de febrero de 2021    | Challenger de Potchefstroom      | Dura          | Marc-Andrea Huesler | Peter Polansky Brayden Schnur           | 6-4, 2-6, [10-4] |
| 11. | 31 de julio de 2021      | Challenger de Poznań             | Tierra batida | Jiří Lehečka        | Karol Drzewiecki Aleksandar Vukić       | 6-4, 3-6, [10-5] |
| 12. | 14 de agosto de 2021     | Challenger de San Marino         | Tierra batida | Luis David Martínez | Rafael Matos João Menezes               | 1-6, 6-3, [10-3] |
| 13. | 6 de noviembre de 2021   | Challenger de Bérgamo            | Dura (i)      | Jiří Lehečka        | Lloyd Glasspool Harri Heliövaara        | 6-4, 6-4         |
| 14. | 7 de enero de 2022       | Challenger de Traralgon          | Dura          | Manuel Guinard      | Marc-Andrea Huesler Dominic Stricker    | 6-3, 6-4         |
| 15. | 26 de marzo de 2022      | Challenger de Zadar              | Tierra batida | Andrea Vavassori    | Franco Agamenone Manuel Guinard         | 3-6, 7-6, [10-6] |
| 16. | 30 de julio de 2022      | Challenger de Zug                | Tierra batida | Adam Pavlásek       | Karol Drzewiecki Patrik Niklas-Salminen | 6-3, 7-5         |
| 17. | 1 de octubre de 2022     | Challenger de Lisboa             | Tierra batida | Gonçalo Oliveira    | Vladyslav Manafov Oleg Prihodko         | 6-1, 7-6(4)      |
| 18. | 9 de septiembre de 2023  | Challenger de Tulln an der Donau | Tierra batida | Blaz Rola           | Piotr Matuszewski Kai Wehnelt           | 6-4, 4-6, [10-6] |
| 19. | 7 de octubre de 2023     | Challenger de Lisboa             | Tierra batida | Karol Drzewiecki    | Jaime Faria Henrique Rocha              | 6-2, 7-6(5)      |
| 20. | 11 de noviembre de 2023  | Challenger de Matsuyama          | Tierra batida | Karol Drzewiecki    | Toshihide Matsui Kaito Uesugi           | 6-3, 6-2         |
| 21. | 6 de abril de 2024       | Challenger de Barletta           | Tierra batida | Chun-hsin Tseng     | Théo Arribagé Benjamin Bonzi            | 1-6, 6-3, [10-7] |
| 22. | 22 de marzo de 2025      | Challenger de Zadar              | Tierra batida | Neil Oberleitner    | Denys Molchanov Mick Veldheer           | 6-3, 6-4         |